# JSCA建築構造士
JSCA建築構造士（じゃすかけんちくこうぞうし）は、一般社団法人日本建築構造技術者協会が主宰する建築構造設計者に関する民間資格である。

## 概要
協会は、JSCA建築構造士を「豊富な専門知識と経験を基に優れた技術力を用いて、構造計画の立案から構造の設計図書までを統括し、構造に関する工事監理も行うなど、構造設計一級建築士の中でも特に建築構造の全般について、的確な判断を下すことの出来る技術者」と称する。
受験は、構造設計一級建築士の取得者で、責任ある立場で2年以上の構造設計及び監理業務の実務経験がある者が対象となる。実務経験には確認審査や構造計算適合性判定業務は含まない。
毎年9月に試験（面接と筆記試験）が行われ、筆記試験の課題は実施要項が発表された際に同時に発表される。